# Dielsia
Dielsia là một chi thực vật có hoa trong họ Restionaceae.